# 三匹の牝蜂
『三匹の牝蜂』（さんびきのめすばち）は、1970年公開の日本映画。主演：大原麗子、監督：鳥居元宏。製作：東映京都撮影所、配給：東映。

## 概要
東映の女番長（スケバン）映画第一作で、大原麗子の初主演映画。1970年の大阪万博に沸く大阪を舞台に大原麗子、夏純子、市地洋子のズベ公三人組を主役にした青春群像劇。

## ストーリー
大阪万博会場を闊歩する美奈、サチ子、ハツエのズベ公三人組。ある日、ゴーゴー喫茶で暴力団・戸田組のチンピラ・三郎と知り合う。三人は万博で女不足のバー街に目をつけ仲間を集めてバー荒しを計画。しかし運悪くその一帯を仕切る戸田組にばれてリンチを食らう。戸田組は三人を外人相手に売春させようとし三郎を目付役にした。美奈と三郎は恋仲となるが、三人は戸田組を裏切り村上産業の荒川と組んで、万博見物の外国人相手の売春組織作りを計画する。

## キャスト
- 美奈：大原麗子
- サチ子：夏純子
- ハツエ：市地洋子
- ダッコ：片山由美子
- 三郎：渡瀬恒彦
- 矢吹：小池朝雄
- 金持の婦人：阿井美千子
- 村上産業社長：金子信雄
- クラブのママ：楠トシエ
- ギターを弾く女：和田アキ子
- 山田物産社長：藤村有弘
- 姐さん：曽我町子
- 吉川：唐沢民賢
- 爺さん：左卜全
- スポーツカーの男：鈴木ヤスシ
- スポーツカーの男：広瀬義宣
- 歌手：ピーター
- 荒川：工藤堅太郎
- おすみ：三島ゆり子

## スタッフ
- 監督：鳥居元宏
- 企画：岡田茂、日下部五朗
- 脚本：中島貞夫、掛札昌裕
- 撮影：増田敏雄
- 音楽：八木正生
- 主題歌：和田アキ子「女王蜂のフーガ」[13]
- 美術：雨森義允
- 助監督：萩原将司

## 製作
企画、及びタイトル命名は、当時の東映企画製作本部長・岡田茂プロデューサー。東映は同じ岡田企画で1968年から男の番長映画の元祖といわれる『不良番長』シリーズを製作したが、女番長映画では他社に遅れをとった。女番長映画第1号は、日活が1969年2月22日公開した『女番長 仁義破り』（長谷川照子主演・江崎実生監督）といわれ、これを機に日活は和田アキ子・梶芽衣子らで長谷部安春監督『女番長 野良猫ロック』を1970年5月2日に公開し、以降『野良猫ロックシリーズ』として連作した。この「野良猫ロックシリーズ」は『ハレンチ学園』との併映で大ヒットしたといわれる。また大映も南美川洋子主演・帯盛迪彦監督で『高校生番長』を1970年5月1日に封切り以降シリーズ化。これにより70年代初頭に突如"女番長映画"ブームが起こった。大映、日活だけに儲けさせておくわけにはいかんと製作された東映の最初の"女番長映画"が本作となる。岡田が「石井輝男のエログロ映画が終わり、ヤクザ映画以外にもう1本ラインがないと興行が弱い、若者のラインを何とか確立したい」と"女番長映画"をシリーズ化させた。

### キャスティング
クランクイン直前の『週刊平凡』1970年5月14日号に「大原麗子、夏珠美のお色気シリーズ『三匹の牝蜂』が5日、京都撮影所でクランクイン...」と書かれているため、夏純子の誤植なのか夏珠美が出る予定だったのか分からない。大原麗子、夏純子、市地洋子の主演3人のうち、脱ぐのは市地洋子のみ。和田アキ子の出演は、大原らがたむろするスナックで出るワンシーンだけ。

### 脚本
チンピラの三郎（渡瀬恒彦）がアニキの矢吹（小池朝雄）に命じられ、大原ら3人に万博見物の外国人相手の売春をさせろ、と命令される、ところが大原らが同じアイデアで独自に自分たち3人は売春はやらずに、他の女たちに外国人相手の売春組織を作るという、やや分かりにくい構成になっている。
若い女性三人組が連携してヤクザ組織を打倒していく設定ではないが、若い女性三人組が男と対決、或いは騙すという設定では、洋画の影響は不明だが、日活が1966年に藤原審爾原作の『誘惑計画』を基に『三匹の牝猫』という映画を作っている。タイトルも本作とそっくりである。また同じ東映でも1967年に、本作にも出演する大原麗子と緑魔子（主演）、春川ますみの三人組で男と騙しあいをする『男なんてなにさ』という映画を作っている。三人の職業は大原はバーのホステス、緑は白タクの運転手、春川はトルコ嬢の設定で、作品紹介には「緑、春川、大原のグラマー3人組が、腕にヨリをかけて男性に挑戦！男が勝つか女が勝つか？お色気たっぷりのコメディーです」「緑は鼻の下の長い紳士たちを手玉に取る役」などと書かれている。どちらも白黒映画のため、派手さに欠けるものと見られる。

### 撮影
三人組や仲間がたむろするスナックや暴力団に捕まり、リンチを加えられる部屋などの室内は東映京都撮影所のスタジオと見られるが、大阪万博会場内での撮影も多く、他にも大阪の至る所でロケが行われている。

## 同時上映
『顔役』(再映)
- 主演：鶴田浩二 / 監督：石井輝男

## 評価・影響
- 東映のスケバン映画第一作は、「女番長シリーズ」ではなく、本作『三匹の牝蜂』だが[3][33]、進歩的で都会性の強いストーリーが東映ファンとの相性が悪く、一週間で打ち切られ、東映の社史などでも全く評価されていない[33]。しかし、藤木TDCは「三人の不良少女＝ズべ公が意気投合し、自主的売春やカツアゲでヤクザのシマを荒らすというストーリーは、この時代に於いてはかなり斬新な内容で、大原麗子、夏純子、市地洋子の三人が連帯でヤクザ組織を打倒していくウーマン・リブ的キャラクターと、キッチュすれすれだが70年代の流行を色濃く感じさせるファッショナブルな女番長映画の芽は東映の土壌に根づき、別の形で大輪の花を咲かせた」と評価している[33]。
- 東映が製作したそのほかのスケバン映画については、
- 当時の東映には肉体の露出を惜しまぬ悪女スターの緑魔子が売れていて、大原麗子を"第二のマコ"と呼び、ヴァンプ女優[何の?]として売り出そうとしていた[7]。大原はこの方向性を望まず[8]、翌1971年に東映との契約を終了した[4][7]。渡瀬恒彦は本作が映画出演3作目で、大原と初共演しその後結婚した[34]。